# Kvass (musikalbum)
Kvass är det norska black metal-bandet Kampfars tredje studioalbum, utgivet 2006 av skivbolaget Napalm Records.

## Låtlista
1. "Lyktemenn" – 8:14
2. "Til siste mann" – 7:33
3. "Ravenheart" – 6:43
4. "Ildverden" – 9:45
5. "Hat og avind" – 6:13
6. "Gaman av drømmer" – 7:30

- Text och musik: Kampfar

## Medverkande
Musiker (Kampfar-medlemmar)
- Dolk (Per-Joar Spydevold) – sång
- Thomas (Thomas Andreassen) – piano, gitarr
- Jon (Jon Bakker) – basgitarr
- Ask (Ask Ty Ulvhedin Bergli Arctander) – trummor, bakgrundssång

Produktion
- Kampfar – producent
- Rune Jørgensen – producent, ljudtekniker, ljudmix
- Morten Lund – mastering
- Jon Lundin – omslagskonst
- Sebastian Ludvigsen – foto
- Svein-Jørgen Wiken – foto